# Tatsugo Kawaishi
Tatsugo Kawaishi (n. 17 decembrie 1911, Etajima, Prefectura Hiroshima, Japonia – d. 17 martie 1945, Iwo Jima, Imperiul Japonez) a fost un înotător ce a reprezentat Japonia, medaliat olimpic. A participat la o ediție a Jocurilor Olimpice (1932) în care a câștigat o medalie de argint.

## Participări
Lista de mai jos prezintă principalele competiții la care a participat Tatsugo Kawaishi de-a lungul carierei.
- swimming at the 1932 Summer Olympics – men's 100 metre freestyle[*]